# Iwan Rheon
Iwan Rheon (Carmarthen, Gales, Reino Unido; 13 de mayo de 1985) es un actor de cine, teatro y televisión y cantautor británico, más conocido por haber interpretado a Simon Bellamy en la serie Misfits y a Ramsay Bolton en Game of Thrones

## Biografía
Es hijo de Einir y Rheon Tomos, tiene un hermano mayor llamado Aled. 
Su familia se trasladó a Cardiff cuando él contaba con cinco años, a los 17 años dio sus primeros pasos sobre el escenario tomando parte en las producciones de la escuela dramática y más tarde debutó en la National Eisteddfod of Wales, antes de irse a estudiar a la LAMDA.
Se graduó en la London Academy of Music and Dramatic Art "LAMDA".

## Vida privada
Rheon estuvo en una relación con Zoë Grisedale con la que tuvo un hijo en agosto de 2018.Actualmente tiene una relación con la poetisa galesa Casi Wyn.
Es buen amigo de los actores Nathan Stewart-Jarrett, Aneurin Barnard, Alfie Allen, Lucy May Barker y Antonia Thomas.

## Carrera
Su primera gran actuación fue en "Eight Miles High" en el 2008 con la Royal Court Theatre de Liverpool. 
Después fue elegido para interpretar el papel de Moritz Steifel en la producción londinense del musical rock ganador de un Premio Tony Spring Awakening. Rheon siguió interpretando este papel durante enero del 2009 en la Lyric Hammersmith, y continuó cuando el espectáculo fue transferido al Novello Theatre, que fue cerrado en mayo del 2009 (cinco meses antes de lo planeado). Con este papel, Rheon obtuvo una nominación como Mejor Actor Secundario en un Musical en los "What´s On Stage Awards" (premio ganado por Olivier Thornton por Priscilla, Reina del desierto) y ganó el Premio Laurence Olivier de 2010 en la misma categoría.
Inmediatamente después de Spring Awakening, Rheon consiguió un papel en la serie de televisión Misfits, donde dio vida al nervioso y tímido Simon, quien tiene el superpoder de la invisibilidad. La serie, transmitida por la cadena E4, fue descrita como "una mezcla entre Skins y Heroes". El 20 de diciembre de 2011, Rheon anunció a través de Twitter que había dejado la serie, junto con su compañera de reparto Antonia Thomas.
Tras acabar la primera temporada de Misfits, Rheon consiguió el papel principal de la nueva obra de John Osborne, "The Devil Inside Him", en el New Theatre Cardiff.
En el 2013 se unió al elenco de la tercera temporada de la serie de televisión Game of Thrones, donde interpretó al agresivo Ramsay Bolton hasta el 2016.
En 2014 se unió al elenco de la serie Our Girl donde interpretó al soldado Dylan "Smurf" Smith, hasta el último episodio de la primera temporada.
En febrero del 2017 se anunció que se había unido al elenco principal de la serie Marvel’s Inhumans donde dará vida a Maximus, un inteligente y encantador Inhumano que protege mucho a la gente de Attilan, en especial a su hermano, el Rey; aunque por dentro desea usar la corona.

## Carrera musical
Fue el cantante principal del grupo "The Convictions", que dejó para seguir su carrera como actor. 
En 2010 grabó su primer trabajo en solitario, Tongue Tied EP en los estudios RAK de Londres, producido por Jonathan Quarmby y Kevin Bacon.

## Filmografía

### Series de televisión
| 2024        | Those About to Die          | Tenax                         | 10 episodios                             |
| 2021        | American Gods               | Doyle                         |                                          |
| 2017        | Inhumans                    | Maximus                       | 8 episodios                              |
| 2017        | Family Guy                  | George Harrison / John Lennon | episodio "Petey IV"                      |
| 2017        | Urban Myths                 | Adolf Hitler                  | episodio "Hitler the Artist" - miniserie |
| 2017        | Riviera                     | Adam Clios                    | 10 episodios                             |
| 2013 - 2016 | Game of Thrones             | Ramsay Bolton                 | 20 episodios                             |
| 2013 - 2016 | Vicious                     | Ash Weston                    | 14 episodios                             |
| 2015        | Residue                     | Jonas                         | 3 episodios - miniserie                  |
| 2014        | Our Girl                    | Dylan "Smurf" Smith           | 5 episodios                              |
| 2010, 2012  | Grandma's House             | Ben Theodore                  | 2 episodios                              |
| 2009 - 2011 | Misfits                     | Simon Bellamy                 | 21 episodios                             |
| 2011        | Misfits Erazer              | Simon Bellamy                 | -                                        |
| 2011        | Secret Diary of a Call Girl | Lewis                         | episodio # 4.8                           |
| 2010        | Coming Up                   | Luka                          | episodio "I Don't Care"                  |
| 2006        | Caerdydd                    | Daniel                        | 7 episodios                              |
| 2004        | Pobol y Cwm                 | Macsen White                  | episodio "OB Cafe"                       |

### Películas
| Año  | Título                  | Personaje       | Notas |
| ---- | ----------------------- | --------------- | --- |
| 2021 | A Christmas Number One  | Blake Cutter    | Junto a Freida Pinto                                                                                          |
| 2019 | The Dirt                | Mick Mars       | |
| 2019 | Hurricane: Squadron 303 | Jan Zumbach     | junto a Milo Gibson, Stefanie Martini, Marcin Dorocinski, Teresa Mahoney, Nicholas Farrell y Sam Hoare        |
| 2015 | Residue                 | Jonas           | junto a Natalia Tena, Neil Newbon, Tom Goodman-Hill, Danny Webb, Emilia Jones, Franz Drameh y Adrian Schiller |
| 2013 | The Liberator           | Daniel O' Leary | Junto a Édgar Ramírez, Danny Huston, Gary Lewis, Juana Acosta y María Valverde                                |
| 2012 | The Rise                | Dempsey         | junto a Matthew Lewis, Timothy Spall, Luke Treadaway, Gerard Kearns, Vanessa Kirby y Neil Maskell             |
| 2011 | Wild Bill               | Pill            | |

## Premios y nominaciones
| Año  | Categoría                                                                                                  | Premio             | Series          | Resultado |
| ---- | --- | ------------------ | --------------- | --------- |
| 2012 | Outstanding Performance by an Ensemble in a Drama Series (junto a Emilia Clarke, Nikolaj Coster-Waldau...) | SFX Award          | Game of Thrones | Nominados |
| 2012 | Best Actor                                                                                                 | SFX Award          | Misfits         | Nominado  |
| 2011 | Outstanding Actor - Drama Series                                                                           | Golden Nymph Award | Misfits         | Nominado  |